# Optio

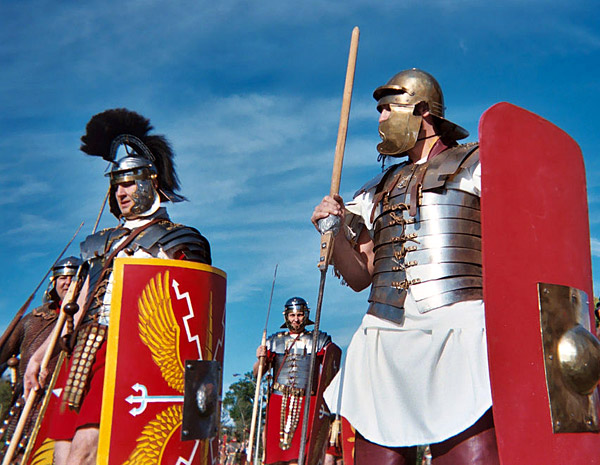
links reconstructie van een Optio

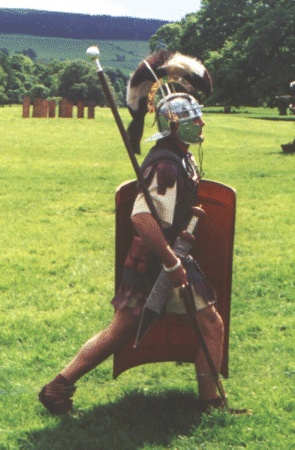
reconstructie van een Optio

Optio is afgeleid van het Latijnse optare ("kiezen") en duidt iemand aan die gekozen is voor een bepaalde opdracht. Het is een rang die in moderne legers te vergelijken is met die van sergeant. Een optio kon een brede reeks functies hebben binnen een Romeins legioen, die met een toevoeging werden aangeduid. Niet elke functie die hieronder wordt genoemd, zal te allen tijde bezet zijn geweest, maar de volgende zijn bekend:
- Optio ad carcerem. Cipier.
- Optio ad spem ordinis. Letterlijk "Met hoop op een rang" (als centurio).
- Optio centuriae. "Gekozene van de centuria"; Sergeant-majoor, assistent van de centurio. Droeg een houten staf als teken van zijn waardigheid.
- Optio custodiarum. Wachtcommandant.
- Optio equitum. Onderofficier bij de ruiterij afdelingen van het legioen.
- Optio fabricae. Onderofficier van de genie-afdelingen.
- Optio navaliorum. Bootspecialist.
- Optio praetorii. Stafmedewerker.
- Optio speculatorum. Onderofficier bij de speculatores, bereden verkenners.
- Optio statorum. Militaire Politie.
- Optio tribuni. Assistent van de tribuun.
- Optio valetudinarii. Hospik.